# Deserto Nyiri

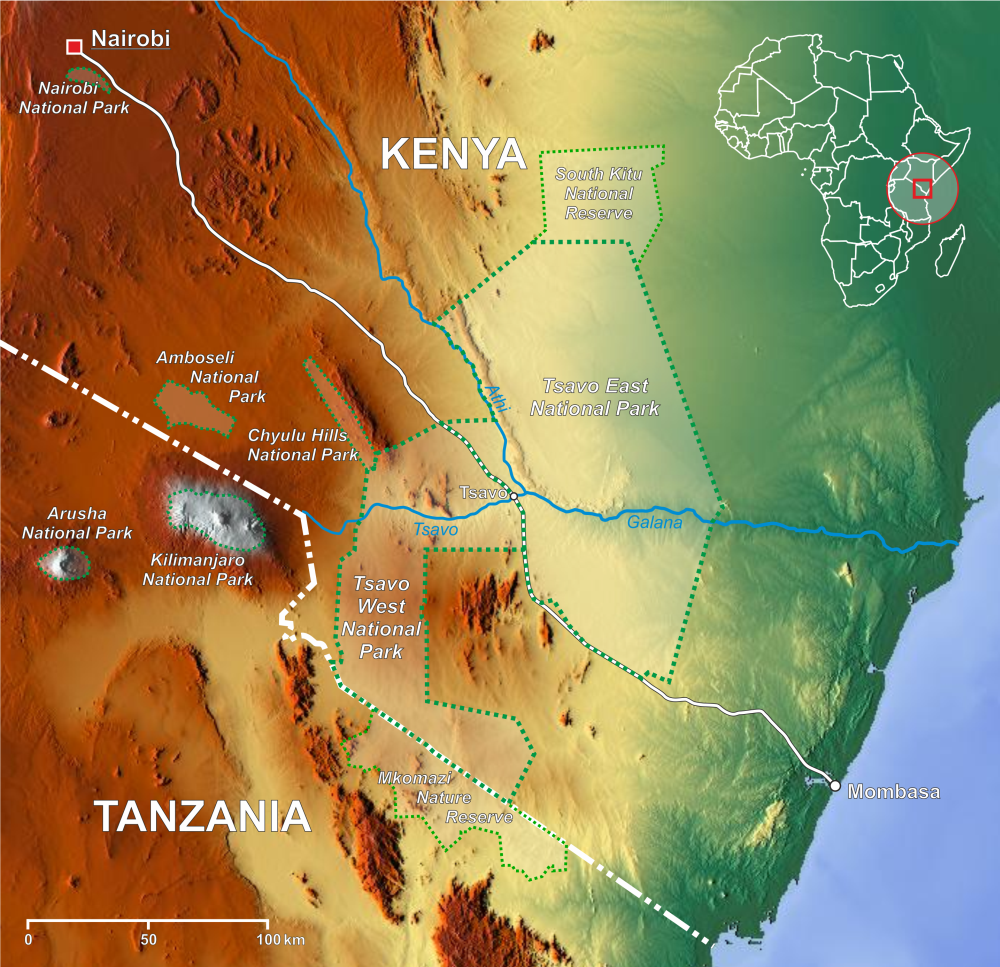
Il deserto Nyiri e il parco nazionale dello Tsavo.

Il deserto Nyiri, detto anche Nyika o deserto del Taru, è un deserto situato nella parte centro-meridionale del Kenya. È situato a circa 80 km a est del lago Magadi e si trova tra i parchi nazionali di Amboseli, dello Tsavo occidentale e di Nairobi.
Una vasta porzione del distretto di Kajiado fa parte del deserto Nyiri. La sua aridità è causata dall'ombra pluviometrica del monte Kilimangiaro.

## Caratteristiche
In alcune zone del deserto cresce una densa popolazione di arbusti o piccoli alberi spinosi e talvolta anche velenosi. Solo durante la breve stagione delle piogge gli alberi riescono a produrre foglie verdi e fiori, mentre durante il lungo periodo di aridità sono spogli e avvolti dai rampicanti spinosi del genere euphorbia. Crescono anche alcuni alberi di baobab, i cui tronchi possono raggiungere un diametro fino a 3 metri negli esemplari più vecchi.
La fauna include elefanti, giraffe, rinoceronti, leoni, kudu e impala.